# 大象公会
大象公会是中国大陆的一家自媒體，微信公眾號上线于2013年12月4日，移動應用程序上線於2014年7月。創始人為前《鳳凰週刊》執行編輯黄章晋。黄章晋組建一支團隊專門負責撰寫文章。每篇文章約3000字。文章以知识科普为主，内容覆盖历史、政治、城市规划、生活方式等领域。

## 出版物
大象公会先后与中信出版社等出版社合作出版了《来到地球第一天》《一个观点，不一定对》和《一本有趣又有料的科学书》。

## 封禁
2014年3月13日，由于涉及政治敏感类话题，大象公会的微信公眾號被封禁，3月21日解禁。黄章晋表示，可能要远离敏感题材。
2021年7月14日，大象公会及其创始人黄章晋多个平台账号（微信公众号、微博、B站、知乎等）被封禁并被禁止搜索。有读者认为，被封禁的主要原因与其“明显的自由派背景”有关。

## 外部連結
- 官方网站